# Ichneumon maculatorius
Ichneumon maculatorius là một loài tò vò trong họ Ichneumonidae.